# Lithobates onca
Lithobates onca es una especie de anfibio anuro de la familia Ranidae.

## Distribución geográfica
Esta especie es endémica del suroeste de los Estados Unidos. Habita en la frontera entre los estados de Arizona, Nevada y Utah.

## Publicación original
- Yarrow, 1875 : Report upon the collections of batrachians and reptiles made in portions of Nevada, Utah, California, Colorado, New Mexico, and Arizona during the years 1871, 1872, 1872, and 1874 in Report upon Geographical and Geological Explorations and Surveys West of the One Hundredth Meridian in Charge of First Lieut. Geo. M. Wheeler, Corps of Engineers, U.S. Army, Under the Direction of Brig. Gen. A. A. Humphryes, Chief of Engineers, U.S. Army, vol. 5, n.º 4, Washington D. C., p. 511-584[5]